# Donato Guerra (kommun)
Donato Guerra är en kommun i Mexiko. Den ligger i södra delen av delstaten Mexiko och cirka 110 km sydväst om huvudstaden Mexico City. Den administrativa huvudorten i kommunen är Villa Donato Guerra, med 980 invånare år 2010. 
Donato Guerra hade sammanlagt 33 445 invånare vid folkräkningen 2010 och kommunens area är 192,03 kvadratkilometer. Donato Guerra tillhör regionen Coatepec Harinas.
Kommunpresient sedan 2016 är Lucio Vidal García från Partido de la Revolución Democrática (PRD). Kommunen har namngivits efter Donato Guerra, en mexikansk militär under 1800–talet.

## Orter
De fem största samhällena i Donato Guerra var enligt följande vid folkräkningen 2010.
1. San Simón de la Laguna, 4 996 invånare.
2. San Agustín de las Palmas, 3 630 invånare.
3. San Juan Xoconusco, 3 022 invånare.
4. Cabecera de Indígenas Primer Cuartel, 2 440 invånare.
5. San Francisco Mihualtepec, 2 354 invånare.